# Центральний венозний тиск
Центральний венозний тиск (ЦВТ) - тиск крові в порожнистих венах у місці впадання в праве передсердя. ЦВТ відображає повернення крові до серця та його здатність проштовхувати кров в артеріальне русло. 
На відміну від артеріального тиску, рівень ЦВТ зазвичай вказують не в міліметрах ртутного стовпчика, а в міліметрах водяного стовпчика.
Нормальним вважається тиск в межах 60-120 мм вод. ст., Слід пам'ятати, що ЦВТ істотно залежить від віку пацієнта. Так у новонароджених він становить 0-30 мм вод. ст., у грудних дітей - 10-50 мм вод. ст., у дітей старшого віку - 60-120 мм вод. ст.
Важливу інформацію дає не тільки абсолютна величина, а й динаміка її зміни. Низький ЦВТ, як правило, вказує на невідповідність об'єму крові ємності судинного русла (гіповолемія, шок). Високий ЦВТ може свідчити про 
гіперволемію, серцева недостатність, напружений пневмоторакс, тампонаду серця.